# Rachab

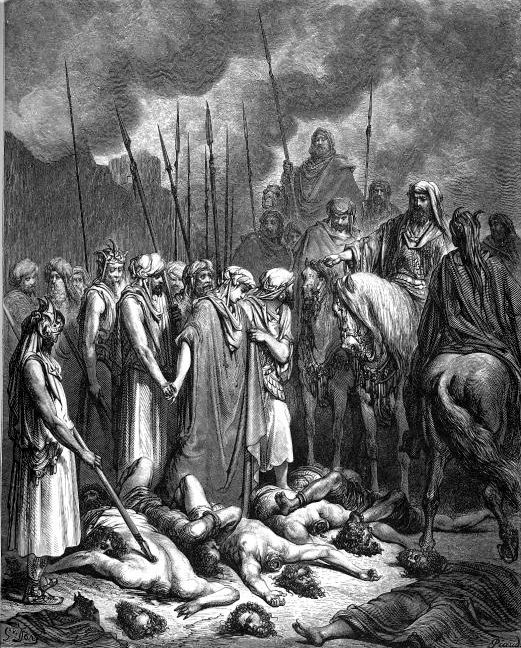
Jozua spaart Rachab (Gustave Doré)

Rachab is een vrouw uit de Hebreeuwse Bijbel. In het tweede hoofdstuk van het boek Jozua wordt beschreven hoe ze spionnen van het Israëlitische volk redt uit de handen van de koning van Jericho.
Ze wordt als hoer geïntroduceerd. Vanwege het woord dat daarvoor in het Hebreeuws wordt gebruikt – het betekent naar men aanneemt ruim zijn of open – nemen oud-Christelijke en Rabbijnse bronnen aan dat ze een herberg dreef. Ook Flavius Josephus noemt haar een herbergierster. Haar huis lag op of in de muur van de stad. Zij verborg de verspieders op het dak onder bossen vlas. Toen de mannen van de koning van Jericho hen kwamen halen, loog Rachab dat ze al de stad uit waren en de soldaten zetten de achtervolging in. Rachab vroeg aan de verspieders of zij en haar familie gespaard mochten worden als Jericho werd ingenomen. Die belofte werd gedaan op voorwaarde dat ze een rood koord aan haar venster zou binden en zij en haar familieleden bij de inname van de stad binnen zouden blijven.
Daarna hielp Rachab de spionnen ontsnappen uit haar raam aan een koord (de verhaaltraditie wil dat de verspieders aan hetzelfde rode koord werden neergelaten). Later, toen het leger van de Israëlieten kwam, volgde zij de instructies op en werd ze met haar familie gered. Rachab en haar nakomelingen bleven onder de Israëlieten wonen.
De naam Rachab komt buiten deze gedeelten in Jozua (hoofdstuk 2 en 6) in het Oude Testament of Tenach niet voor. In het Nieuwe Testament wordt Rachab op drie plaatsen genoemd. In het geslachtsregister in Matteüs wordt ze vermeld als een voorouder van Jezus Christus en moeder van Boaz. Daar zitten echter veel generaties van richters tussen, sommige Bijbelcritici opperen dat het dus niet dezelfde Rachab kan zijn. In de Brief aan de Hebreeën krijgt ze een plaats toebedeeld in de rij van geloofsgetuigen en de Brief van Jakobus prijst haar goede werken.

## Vernoeming
- Het Scharlaken Koord, een christelijke instantie die zich bezighoudt met hulpverlening aan prostituees, dankt zijn naam aan het koord dat Rachab gebruikt om de verspieders te laten ontsnappen.
- De Rode Draad was een Nederlandse stichting, opgericht in 1985, die zich ten doel stelde de positie van sekswerkers te verbeteren. De stichting was de enige in zijn soort in de wereld.
- De Rooie Draad was een televisieserie van de Evangelische Omroep waarin Bijbelverhalen werden nagespeeld.